# Сенаторы от департамента Па-де-Кале
В соответствии с законодательством Франции избрание сенаторов осуществляется коллегией выборщиков, в которую входят депутаты Национального собрания, члены регионального и генерального советов, а также делегаты от муниципальных советов. Количество мест определяется численностью населения. Департаменту Па-де-Кале в Сенате выделено 7 мест. В случае, если от департамента избирается 4 и более сенаторов, выбор осуществляется среди списков кандидатов по пропорциональной системе с использованием метода Хэйра. Список кандидатов должен включать на 2 имени кандидата больше, чем число мандатов, и в составе списка должны чередоваться мужчины и женщины.

## Результаты выборов 2023 года
В выборах сенаторов 2023 года участвовали 8 списков кандидатов и 4011 выборщиков.
|  | Лидер списка          | Политическая направленность                                 | Получено голосов | %     | Кол-во мест | +/- (к 2016 г.) |
|  | --------------------- | ----------------------------------------------------------- | ---------------- | ----- | ----------- | --------------- |
|  | Жан-Франсуа Рапен     | Республиканцы, Союз демократов и независимых, Разные правые | 1 025            | 25,98 | 2           | 0               |
|  | Кати Апурсо-Поли      | Коммунистическая партия, Разные левые                       | 995              | 25,22 | 2           | 0               |
|  | Кристофер Щурек       | Национальное объединение                                    | 557              | 14,12 | 1           | +1              |
|  | Жером Даррас          | Социалистическая партия, Разные левые                       | 556              | 14,09 | 1           | -1              |
|  | Жан-Мари Ванлеренберг | Демократическое движение, «Возрождение»                     | 482              | 12,22 | 1           | 0               |
|  | Юбер Дегрев           | Разные правые, «Горизонты»                                  | 144              | 3,65  | 0           | 0               |
|  | Жюльен Вожсьежак      | Европа Экология Зелёные                                     | 133              | 3,37  | 0           | 0               |
|  | Жан-Филипп Ланнуа     | Непокорённая Франция                                        | 53               | 1,34  | 0           | 0               |

## Результаты выборов 2017 года
В выборах сенаторов 24 сентября 2017 года участвовали 10 списков кандидатов и 3862 выборщика.
|  | Лидер списка          | Политическая направленность                                     | Получено голосов | %     | Кол-во мест | +/- (к 2011 г.) |
|  | --------------------- | --------------------------------------------------------------- | ---------------- | ----- | ----------- | --------------- |
|  | Мишель Дагбер         | Социалистическая партия, Гражданское и республиканское движение | 861              | 22,29 | 2           | -2              |
|  | Жан-Франсуа Рапен     | Республиканцы, Союз демократов и независимых, Разные правые     | 818              | 21,18 | 2           | 0               |
|  | Жан-Мари Ванлеренберг | Вперёд, Республика!, Демократическое движение                   | 528              | 13,67 | 1           | +1              |
|  | Доминик Ватрен        | Коммунистическая партия, Разные левые                           | 507              | 13,13 | 1           | 0               |
|  | Жан-Пьер Корбизе      | Разные левые                                                    | 461              | 11,94 | 1           | +1              |
|  | Николь Шевалье        | Разные правые                                                   | 306              | 7,92  | 0           | 0               |
|  | Кристофер Щурек       | Национальный фронт                                              | 260              | 6,73  | 0           | 0               |
|  | Луиза Дрюэль          | Европа Экология Зелёные                                         | 90               | 2,33  | 0           | 0               |
|  | Моник Делевалле       | Партия Франции                                                  | 18               | 0,47  | 0           | 0               |
|  | Хью Сьон              | Крайне правые                                                   | 13               | 0,34  | 0           | 0               |

## Результаты выборов 2011 года
В выборах сенаторов 25 сентября 2011 года участвовали 9 списков кандидатов и 3933 выборщика.
|  | Лидер списка          | Политическая направленность                                        | Получено голосов | %     | Кол-во мест | +/- (к 2001 г.) |
|  | --------------------- | ------------------------------------------------------------------ | ---------------- | ----- | ----------- | --------------- |
|  | Даниэль Першерон      | Социалистическая партия, Гражданское и республиканское движение    | 1 775            | 46,16 | 4           | +2              |
|  | Жан-Мари Ванлеренберг | Союз за народное движение, Демократическое движение, Разные правые | 954              | 24,81 | 2           | -1              |
|  | Доминик Ватрен        | Коммунистическая партия, Левые партии                              | 435              | 11,31 | 1           | 0               |
|  | Мишель Сержан         | Разные левые                                                       | 354              | 9,21  | 0           | -1              |
|  | Марк Булнуа           | Зеленые                                                            | 121              | 3,15  | 0           | 0               |
|  | Оливье Делбе          | Национальный фронт                                                 | 101              | 2,63  | 0           | 0               |
|  | Жан-Пьер Пон          | Новый центр, Радикальная партия, Разные правые                     | 87               | 2,26  | 0           | 0               |
|  | Моник Делевалле       | Партия Франции                                                     | 15               | 0,39  | 0           | 0               |
|  | Дидье Легран          | "Вставай, Франция", Правые партии                                  | 3                | 0,08  | 0           | 0               |

## Избранные сенаторы (2023-2029)
- Жан-Франсуа Рапен (Республиканцы), член Совета региона О-де-Франс
- Амель Гакерр[фр.] (Союз демократов и независимых), член Совета региона О-де-Франс
- Кати Апурсо-Поли[фр.] (Коммунистическая партия), бывший член Совета региона Нор-Па-де-Кале
- Жан-Пьер Корбизе (Разные левые), бывший мэр города Уаньи
- Кристофер Щурек[фр.] (Национальное объединение), бывший член Совета региона О-де-Франс, бывший первый вице-мэр города Энен-Бомон
- Жером Даррас[фр.] (Социалистическая партия), член совета и бывший первый вице-мэр города Льевен
- Жан-Мари Ванлеренберг (Демократическое движение), бывший депутат Европейского парламента, бывший мэр Арраса

## Избранные сенаторы (2017-2023)
- Мишель Дагбер (Социалистическая партия), президент Совета департамента Па-де-Кале
- Сабин Ван Эг (Гражданское и республиканское движение),  вице-мэр города Дурж
- Жан-Франсуа Рапен (Республиканцы), член Совета региона О-де-Франс
- Катрин Фурнье (Союз демократов и независимых), член Совета региона О-де-Франс
- Жан-Мари Ванлеренберг (Демократическое движение), бывший мэр Арраса
- Доминик Ватрен (Коммунистическая партия) (01.10.2017 - 30.06.2018, отставка по личным причинам)
- Жан-Пьер Корбизе (Разные левые), экс-мэр города Уаньи

- Кати Апурсо-Поли[фр.] (Коммунистическая партия), бывший член Совета региона Нор-Па-де-Кале (с 01.07.2018)

## Избранные сенаторы (2011-2017)
- Даниэль Першерон (Социалистическая партия), президент Регионального совета Нор-Па-де-Кале
- Катрин Жениссон (Социалистическая партия),  вице-президент Регионального совета Нор-Па-де-Кале
- Жан-Клод Леруа (Социалистическая партия)
- Одетт Дюрье (Социалистическая партия), член Генерального совет департамента Па-де-Кале (01.10.2011 - 28.02.2013, отставка по личным причинам)
- Жан-Мари Ванлеренберг (Демократическое движение), бывший мэр Арраса
- Наташа Бушар (Союз за народное движение), мэр Кале (01.10.2011 - 26.12.2015, запрет совмещения более двух мандатов)
- Доминик Ватрен (Коммунистическая партия),  член Генерального совет департамента Па-де-Кале

- Эрве Поэр (Социалистическая партия), член Генерального совет департамента Па-де-Кале (с 01.03.2013)
- Жан-Франсуа Рапен (Союз за народное движение), член Совета региона О-де-Франс (с 27.12.2015)